# Pietermaritzburg Airport
Pietermaritzburg Airport (IATA: PZB, ICAO: FAPM) is een kleine luchthaven bij Pietermaritzburg, Zuid-Afrika. De luchthaven bedient met name Pietermaritzburg en de westelijke voorsteden van Durban.